# 最好的時光 (廣播劇)
《最好的時光》是一個香港商業電台叱咤903的連續廣播劇。由黃承恩（EKEE）和張詠妍（WWWINGGG）負責編劇和製作，分成3季（Seasons）播出。另外本劇使用了倒敘手法，先播出大結局，其後才順序播出其餘集數。妹妹妹妹亦把廣播劇化成小說推出。

## 故事簡介
本廣播劇是改編自舞台劇《勁金歌曲》，它是本劇的男生版。本劇的故事是由馬志豪寫的，他正是《勁金歌曲》的導演，他和妹妹妹妹一起創作，他負責寫劇本，寫到某一些日子發生的大事，就由妹妹妹妹創作。本劇主要是以當時的經典金曲串連兩位好朋友成長故事的廣播劇。

### 第1章
歌神安仔告別樂壇，在告別演唱會上播放了一段歌迷錄音，原來他的歌聲曾經感動過兩個情同姊妹的好朋友。何淑馨和余傲芝認識於中一，因為兩個都喜歡聽流行曲的關係，迅即成為了好朋友。她們都喜歡電台的唱片騎師小神仙彼得潘，所以兩人每逢週末都會在家裡錄製節目「天生一對」，然後在同學面前播放，成為了同學間的焦點。她們的愛情故事和夢想也離不開一首一首流行曲與電台。但當她們不斷長大，分歧也好像越來越多，到了最後，除了回憶，她們的友誼還剩下多少？

### 第2章
第2章接續第1章，由第26集開始。講述她們離開的中學之後，都開始了自己的生活。
余傲芝升上了中文大學，認識的宿友Maggie，過著有今天沒將來的大學生活，來自青海的交換生劉小軍，卻令她更明白夢想的重要。
何淑馨到卡拉ok裡當侍應，每天看到很多曾經和她一樣，發著歌聲夢的年輕人，但最吸引她的，卻是住在樓下的創作歌手王仲旗。
兩個曾經知心的好友，在人海中不斷擦身而過，但總好像往往未能真正遇上。
在一個燦爛時代完結之前，她們有沒有可能再見？昔日的天生一對，是否已經不可再唱？

### 第3章
離開了報館之後，余傲芝經歷人生的低潮，爸爸的離去令她決定重過新生活，尋找屬於自己的一片天地。安於現狀的幸福太太何淑馨，則因為小女兒的加入，令她和王仲旗之間的感情，起了一些不大又不小的風波。故事去到最後，兩個好朋友又如何再走在一起呢？

## 播出時間

### 第1章——中學篇

#### 第65集（大結局）
2008年8月23日凌晨1時半至2時，在嘩！嘩！嘩！打到嚟！2008節目時段播出。
- 重播時間：
  - 2008年8月24日下午2時半至3時，在妹妹妹妹節目時段播出。

#### 其餘集數
由2008年8月25日至2008年9月26日，逢星期一至五晚上9時半至10時，在妹妹的情書節目時段播出。
- 重播時間
  - 逢星期一至五上午11時半至12時，在雲妮鍾情節目時段播出昨晚或上星期五在妹妹的情書播出的集數。
  - 逢星期日下午1至3時[註⁠ 1]，妹妹妹妹時段，將會重播上星期播出的全部5集。

#### 重播
由2009年1月19日至2月13日，逢星期一至五下午5時半至6時，在萬世巨星節目時段播出。因為需要在4個星期內全部播出，所以只會播出6至25集。本次重播會較首次播出時作少量刪減，以便加入第2季的預告。

### 第2章——大學篇
由2009年2月16日至3月13日，逢星期一至五下午6時至6時半，在好回家節目時段內播出。原先計劃在1月5日播出。
- 重播時間：
  - 逢星期一至五下午1時至1時半，在精華遊花園節目時段播出昨晚或上星期五的集數。
  - 逢星期日上午9至11時[註⁠ 2]，將會重播上星期播出的全部5集。

### 第3章
由2009年7月13日至8月7日，逢星期一至五中午12時至12時半，在雲妮鍾情節目時段內播出。在第3章播出前一天（7月12日）的晚上6-8時播出製作特輯，有第1、2章的精選片段，和演員的訪問。
- 重播時間：
  - 當日晚上9時半至10時，在叱咤樂壇節目時段播出。

## 人物角色

### 工作人員
原作: 張銘琪
故事．導演：馬志豪@三角關係

編劇：黃承恩（S1），張詠妍（S2），黃承恩（S3）

製作：黃承恩（S1-2），黃承恩（S3首10集），張詠妍（S3尾10集）

製作助理：阿Ming

監製：梁志光（S1），細so（S2），張志文（S3）

旁白：梁志健（第1至5集）／唐劍康（第6集以後）
劇照攝影：Sam

化妝：Kitty

造型：黃承恩，張詠妍

後勤小組：Man，Ki，Lohoi，ckso

### 聲音演出
| 演員           | 聲演             | 簡介 |
| -------------- | ---------------- | --- |
| 黃承恩         | 何淑馨           | 生日日期6月6日。 第1章：漂亮，聰明，自少發明星夢，喜歡被人注意和寵愛，比較遲熟又不懂待人處事。 第2章：她長大了，昨日的校園萬人迷，今天已變成踏實的少女。最大的願望不過就是成為別人背後的女人，他快樂所以她快樂。住在王仲旗樓上。 第3章：年輕少婦。長大後沒有多餘時間去幻想。雖然經歷多，但還是有思想幼嫩的時候。作為王仲旗背後的小女人，原來也有十分多事情要兼顧。自小被寵壞的她，能夠成為一個好妻子和好媽媽嗎？                                   |
| 張詠妍         | 余傲芝           | 第1章：感性而敏感，心地善良，喜歡將自己感覺收起，不容易宣之於口，重視朋友。 第2章：越大就越像一個問題少女了。她想很多卻做很少，問很多卻流露很少。可能就是這份敏感，令她往往成為其他人傾訴心事的對像。 第3章：雜誌社記者。由問題少女搖身一變成為事業女性。因為長大了，她的世界裡存在的煩惱越來越多。每當想全心全意投入自己夢想的工作時，家庭，愛情和友情的問題便相繼出現。                                                                          |
| 吳君如         | 何淑馨（成年）   | 已為人母的全職家庭主婦 |
| 蘇玉華         | 余傲芝（成年）   | 音樂雜誌總編 |
| 張敬軒         | 陳裕恆           | 第1章：鄰家男孩，斯文又內斂，容易遷就人，而且歌聲十分吸引人 第3章：雖然當年成績優異，但因為一個人，卻甘願一間小小唱片店的老板。為人斯文內歛，而且十分浪漫，是性格改變得最少的一個角色。 |
| 周柏豪         | 余傲德           | 第1章：余傲芝的哥哥，性格開朗，常欺負妹妹，但因為想親近妹妹好友何淑馨，而要低聲下氣 第3章：出來社會工作後，成熟了不少。長大了的他，不在像以前般孩子氣，不再欺負妹妹。因為工作關係，給爸爸的時間減少而十分內疚。而何淑馨對他來說，始終是個解不開的心結。 |
| 陳偉霆         | 林子峰           | St.Jo籃球隊隊長，高材生，接近完美，但不懂得和女孩子遘通，性向成疑 |
| 許志安         | 朱先生（安仔）   | 歌神，見證樂壇興衰；其後移民到加拿大 |
| 鄺兆昌         | 彼得潘           | 親切的聲音，是兩個女孩子從小到大的「好朋友」；第1章第24集主持最後一集後離開電台，其後移民到外國 |
| 蘇耀宗         | 蘇老師（校長）   | 地理課老師，不會打扮，多年來髮型不變；夢想是令每個學生追尋夢想 |
| 張繼聰         | 阿窿             | 年輕DJ，主持電台裡唯一音樂節目－晚上11時播出的《謝謝窿》；深信好音樂能打動人心 |
| 徐羨曾（阿徐） | 余傲芝爸爸       | 男版家庭主婦，余傲芝訴心事對象。在2000年1月1日因為胃癌逝世。 |
| 黃貫中         | 王仲旗           | 生日日期2月10日。 第1章：何淑馨的老公，實力派紅歌手，對音樂充滿熱誠；志願開唱片公司培育樂壇新一代。 第2章：起初音樂令他著迷，後來卻帶給他煩惱，正確點說那些其實是名氣。堅持是不容易，但在那100尺的小小天台的時候，他知道他會做到。 第3章：何淑馨丈夫。玩樂隊出身的他，現在要適應娛樂圈的生活。為了何淑馨和女兒，為了樂壇，他要面對很多不想面對的問題。有時他會利用音樂去逃避，有時他會用音樂去記載，由此至終，音樂依然是他生命中最不可缺少的東西。 |
| 阿如           | 王希文（Rubby）  | 何淑馨的女兒 |
| 阮佩儀         | 鄺主任           | 為了教育的她雖已年屆四十，但仍是單身，學校裡傳聞她是未拍過拖的 |
| at17           | at17             | 第1季第5集畢業聚餐中聲演表演嘉賓 |
| 古巨基         | 古巨基           | 首現於第1章22集，當時他剛剛出道 |
| 占             | Benny            | 古巨基的助手。首現於第1章22集 |
| 楊千嬅         | 楊千嬅           | 和何淑馨一起參加第12屆新秀歌唱大賽（第1章第23集） |
| 林曉峰         | 評判             | 第12屆新秀歌唱大賽8個評判其中之一（第1章第23集） |
| 方大同         | 劉小軍           | 來自青海的交換生，讀中文系。鄉下的人是真的比較簡單，特別在愛情方面。他說過會等余傲芝，原來就真的會等，而且特別喜愛食麥當奴。 |
| 林二汶         | Maggie Cheung    | 余傲芝室友，讀心理學。不要相信她的說話，因為她不清醒的時候比較多，唯一肯定可信的，就是她很喜歡金枝玉葉，因為她認為自己和袁詠儀一樣，有一天，會飛出去。 |
| 唐劍康         | 蕭銘賢           | 英文名：Ken。一卡拉ok太子爺，從小到大受家人保護，事事為他安排妥當，直到認識何淑馨，才發現自己原來也有保護別人的能力。 |
| 鄒凱光         | 卡拉ok經理       | |
| 豪子           | 搬運公司工人     | |
| 阿Bu           | 余傲芝學長       | |
| 黃承恩         | 受了傷女士的孫兒 | 出現在第31集。 |
| 余迪偉         | 余先生           | 卡拉OK熟客，貪小便宜，經常藉故要求卡拉OK提供折扣。（第2章28及36集） |
| 王貽興         | 許教授           | 中文系教授。（第2章第31集） |
| 朱薰           | 電台節目主持     | 903豁達推介節目主持（第2章第43集） |
| 急急子         | 余傲芝同學       | 出現在第43集。 |
| Alan@Mr.       | 陳奕迅           | 出現在第46集。 |
| 黃浩然         | Steven           | 姓曾。余傲芝的上司，PS雜誌社副總編輯。精明能幹，懂人情世故，不斷開導及幫助初出茅廬的余傲芝，成為余傲芝出來工作後最信任的人，甚至成為戀人。但事業與愛情的衝突，令本應單純的戀愛變得複雜。 |
| 譚國明         | --               | PS雜誌社總編輯，出現在第47集。 |
| 林峯           | 余傲芝同事       | 出現在第54集。 |
| 鍾欣桐         | 余傲芝同事Kali   | 出現在第56,58,60,61及64集。 |

## 主題曲
曲名：天生一對

作曲：Keith Yip

填詞．原唱：夢劇院

編曲：Dear Jane

主唱：黃承恩，張詠妍（妹妹妹妹）

## 每集簡介

### 第1章
- 第1集 -「前程錦繡」
  - 紅歌星安仔告別樂壇，出席訪問，彼得潘特意從外地來演唱會，紅歌星安仔在告別演唱會中公開多謝兩位曾經鼓勵過他的歌迷──何淑馨和余傲芝，感謝她們經常錄錄音帶，寄給安仔，支持安仔，並獻唱「一步一生」，告別樂壇。
- 第2集 -「愛與夢飛行」
  - 何淑馨女兒黃希文打電話到電台，何淑馨及余傲芝在猜測誰會先結婚，黃希文說她媽媽兒時都有打電話到電台。
  - 在小神仙節目中，何淑馨說出和余傲芝之間的誤會，說自己知錯，同余傲芝說：「余傲芝，對唔住呀！」。
  - 小神仙說：「朋友之間有誤會是難避免的，最重要是說出來，不要令誤會加深」。
- 第3集 -「最深刻一次」
  - 何淑馨向女兒說出與余傲芝的故事，何淑馨與陳裕恆參加歌唱比賽，余傲芝送了一瓶紙給陳裕恆，向何淑馨送上祝褔。
  - 兩人都收到校慶50週年畢業典禮的邀請，余傲芝錄天生一對給何淑馨，說出沒有她，不懂做天生一對，要兩人合力才做到。
  - 余傲芝向她說出心中的感受，希望對方生活得開心。
- 第4集 -「別了秋天」
  - 余傲芝和陳裕恆重遇，余傲芝成為了音樂雜誌編輯。
  - 一起食飯，做訪問，他們還約了一起去舊生聚會。小神仙彼得潘想起余傲芝和何淑馨，送上「當我想起你」給她們，希望她們即使是幾位小朋友的媽媽都好，都會像以前般友好，沒有改變。何淑馨聽到小神仙的話，哭了起來。
- 第5集 -「Today」
  - 何淑馨，余傲芝及陳裕恆都有出席舊生會，何淑馨和陳裕恆是同一圍的，兩人見到面時十分生疏，顯得有點避忌。
  - 何淑馨和余傲芝兩人在洗手間裡相遇，交換電話。
  - 她們成功入圍，一起為目標奮鬥。
- 第6集 -「我和你」
  - 何及余開學第一日一齊遲到，罰企時，同時哼起小神仙的歌，因而發現大家也有聽小神仙彼得潘，相識了。
  - 余傲芝哥哥余傲德對何淑馨有意思。
  - 鄺主任的金句「準時係一種美德，亦係品格既修養，作為一個中學生，依個更加係一個必須學習既生活習慣」。
- 第7集 -「心裡日記」
  - 兩人相識後，余傲芝及何淑馨第一次錄製自己的節目。
  - 為自己既節目改名為「天生一對」，並以夢劇院「天生一對」作為主題曲。
  - 余傲芝再次遲到，因而認識到陳裕恆，並發現他唱歌蠻好聽的。
- 第8集 -「愛情 I don't know」[註⁠ 4]
  - 何淑馨說和她一同乘巴士的男仔喜歡她，並且在小神仙彼得潘節目中點唱給她聽。
  - 但余傲芝反問她，什麼是愛情，何淑馨說這就是愛情。
  - 何淑馨到余傲芝家，留下吃飯，余傲德剛打完籃球，一陣汗味，責怪妹妹沒有通知她。
  - 飯後余傲德送何淑馨回家，他問：「為何你的眼這麼大？」。其實余傲德是喜歡何淑馨，但又不敢開口說（問）。
  - 何淑馨主動拉住余傲德的手，問：「你不是想和我拍拖麼？」，之後他們開始拍拖一會兒。
- 第9集 -「究竟天有幾高」[註⁠ 5]
  - 小神仙舉行了一個比賽，如勝出了，就可以帶同一個朋友到電台參觀。
  - 余傲芝想參加，蘇sir和何淑馨都十分鼓勵余傲芝參加。
  - 余傲芝成功入頭五名，可以和何淑馨一起上電台與小神仙錄音。
  - 林子峰也是頭五名的得獎者，三人交換電話號碼。
- 第10集 -「摘星的晚上」
  - 何淑馨和余傲芝為學校旅行錄製一集特別的天生一對，並且左旅行中播出予同學聽。
  - 同學十分喜歡「天生一對」，並且開始對兩人感興趣。
  - 兩人以為蘇sir想責罵她們，立即說是先溫完習，才錄製節目，其實蘇sir是想鼓勵兩人繼續錄製「天生一對」，帶回學校予人分享。
  - 何淑馨十分期待林子峰打電話給自己，林子峰卻沒有打電話給她。
- 第11集 -「冰山大火」
  - 有兩個男孩同時間追求何淑馨，而何淑馨又同時間答應了跟他們談戀愛。
  - 其後，何淑馨開始煩惱了
  - 不久之後，何淑馨與兩位男孩分了手，卻又有四名男孩出現
- 第12集 -「戀愛預告」
  - 何淑馨為林子峰放棄所有追求她的男孩。
  - 余傲芝和陳裕恆在辯論比賽中同一組，題目為「中學生應否談戀愛」他們是反方。
  - 何淑罄寫信給小神仙，點唱給余傲芝和林子峰。
- 第13集 -「初戀」
  - 何淑馨害怕買不到禮物給林子峰而擔心林子峰會不喜歡她。余傲芝幫她一起想辦法。
  - 她們決定錄一個廣劇，余傲芝找了陳裕恆作為男主角。
  - 余傲芝在錄此廣播劇時，心情十分繁重。
- 第14集 -「想你」
  - 余傲芝和陳裕恆約了在情人節一起吃飯。
  - 三人一起在公園唱歌，紀念今天，希望大家友誼永固。
- 第15集 -「只因喜歡你」
  - 何淑馨叫余傲芝參加校際歌唱比賽，但余傲芝拒絕了，結果何淑馨找了陳裕恆參加。
  - 余傲芝暗戀陳裕恆，但又不敢表白，打上小神仙節目訴苦。
  - 何淑馨和陳裕恆合唱「只因喜歡你」劇場版，得到全場掌聲。
  - 余傲芝送了禮物給陳裕恆。
- 第16集 -「相愛」
  - 陳裕恆考全級第一名，余傲芝則是考第二名。
  - 陳裕恆在暑假期間，幫何淑馨補習。
- 第17集 -「無名份的浪漫」
  - 何淑馨在自修室溫書期間，睡著了。
  - 余傲芝開始與他們愈來愈疏遠，好像不開心一樣。
- 第18集 -「下雨的晚上」
  - 何淑馨與陳裕恆吵架，陳裕恆打給余傲芝訴苦，問有什麼辦法可以解決，
  - 另一邊廂，何淑馨又打給余傲芝，兩人最後和好了。
  - 何淑馨開始發覺自己與余傲芝之間發生了問題。
- 第19集 -「我為何讓你走」
  - 何淑馨打上小神仙節目點唱給陳裕恆和余傲芝。
  - 小神仙給她解釋，朋友之間應該互相關心。
- 第20集 -「流金歲月」
  - 余傲芝和陳裕恆在會考前一起吃飯。
  - 在會考前後，大家不斷回憶以往開心的時光。
  - 何淑馨和林子峰在會考試場門口前相遇，想起之前的錄音帶，林子峰想學何淑馨再次拍拖，但何淑馨已經對林子峰沒有感覺，自己已經長大，改變了。
- 第21集 -「再見理想」
  - 余傲芝自行錄製「天生一對」，送給何淑馨。
  - 何淑馨很久沒拍拖，認為自己已經改變了。
- 第22集 -「陽光路上」
  - 余傲芝在唱片公司做歌手的助手。
  - 基仔的助手與余傲芝談話，教她人生道理。
- 第23集 -「飛躍千個夢」
  - 何淑馨夢見自己得到新秀比賽冠軍，但起身時發現是夢境。
  - 何淑馨去面試，十分緊張，唱不到三句，便被叫停，十分不開心。
- 第24集 -「幾時再見」
  - 蘇sir榮升為副校長，在畢業禮為大家講話。
  - 兩人在天生一對中數回中學五年來的事件，包括認識，見小神仙和班會旅行等。
  - 小神仙決定離開電台，到外國去。
  - 兩人到電台跟小神仙說再見。
- 第25集 -「告別校園時」
  - 會考放榜，何淑馨有九分，余傲芝則二字頭。
  - 兩人都十分不捨得，陳裕恆考獲九優。

### 第2章
- 第26集 -「今天應該很高興」
  - 余傲芝入讀中文大學崇基中文系year 1，入住大學宿舍。
  - 她錄了一段聲帶給何淑馨。
- 第27集 -「紅葉落索的時候」
  - 何淑馨搬離舊屋，搬到唐樓，要學會自己獨立。
  - 何淑馨找工作，她的父母離了婚。
- 第28集 -「回憶是紅色天空」
  - 二人中學時，一起遲到，一起罰企。
  - 余傲芝為入課外活動而煩惱。
  - 何淑馨上班一星期，已經得罪了客人四次。
- 第29集 -「門外看」
  - 余傲芝認識了同房的Maggie Cheung。
  - 何淑馨的鄰居王仲旗半夜彈結他，二人因此而認識。
- 第30集 -「情歸何處」
  - maggie令余傲芝十分煩擾。
  - 余傲芝到了何淑馨工作的地方唱歌。
- 第31集 -「祝福」
  - 許教授叫余傲芝照顧交換生劉小軍。
  - 劉小軍要求喝可樂，吃漢堡包。
- 第32集 -「不再讓你孤單」
  - 余傲芝帶劉小軍參觀大學。
  - 何淑馨與王仲旗出外吃飯，第一次談話。
  - 何淑馨為王仲旗選的歌入圍了。
- 第33集 -「男人不該讓女人流淚」
  - 想家的劉小軍想要和余傲芝尋找他家鄉的草原。
  - 王仲旗所屬的樂隊得大獎，何淑馨高興得哭起來。王仲旗最後沒有和隊友慶功，卻到了何淑馨的家，表示「我只想和何淑馨慶功」。
- 第34集 -「喜歡你現在的樣子」
  - 劉小軍最後帶余傲芝到海洋公園和太平山頂，並和她約定到青海遊玩。
  - 兩對男女，他們之間的感情都有大進展。
- 第35集 -「人生可有知己」
  - 當王仲旗正在照顧病了的何淑馨時，何淑馨突然得知她爸爸在深圳中風。
  - 劉小軍的交換生計劃結束回家，余傲芝含淚送別。
- 第36集 -「太空」
  - 卡拉ok經理體諒何淑馨因爸爸中風而曠工2日，打消解僱她的念頭。
  - 唱片公司想與黃仲旗簽約，還會替他推出唱片。
  - 余傲芝收到到青海大學作交換生的確認書，亦是劉小軍的家鄉。
- 第37集 -「追」
  - 久未和劉小軍聯絡過的余傲芝開始對她們之間的關係有所懷疑，甚至想放棄。Maggie見此便向余傲芝說出劉小軍走前想跟余傲芝講的承諾。
  - 何淑馨和黃仲旗都很忙。某晚何淑馨等黃仲旗回家時，發現有一個女仔走進黃仲旗的家，令何淑馨憤怒和失望。
- 第38集 -「想說」
  - 何淑馨為她與黃仲旗之間的事物而睡眠不足，並不小心早了一更上班。經理反而開解她，還給她兩小時免費唱k，期間她遇上她的中學同學蕭銘賢，令她回想自己的中學時代。
  - 余傲芝很想告訴爸爸她來年要到青海交流的事，但因為她對家人的依依不捨，所以最後還是沒有說出口。
- 第39集 -「春風秋雨」
  - 清早蕭銘賢為何淑馨實現歌星夢，帶了她去剪頭髮，買衫，最後還她到最著名音樂監製的錄音室試音，蕭銘賢才解釋去過的地方都是他爸爸的。他還跟何淑馨為簽約為歌手。
  - 余傲芝看郭富城音樂特輯時，看到的大草原令她回想起跟劉小軍一起的日子。余傲芝在街上巧遇陳裕恆還有他的女友。他們也很久沒見過何淑馨了。
- 第40集 -「想你」
  - 由於何淑馨將要成為歌手便要搬離另一處，王仲旗為了不讓何淑馨離開便唱了一首歌和向她表白。結果，她沒有搬離，還決定不會成為歌手。
  - 余爸爸向余傲芝說替她開了戶口儲下多年的利是錢讓她學醫，又讓她出外留學，余傲芝感動落淚。
- 第41集 -「沒有你贏了世界又如何」
  - 余傲芝希望到青海前在石澳一個大草原上開露天音樂會，這草原正是上次劉小軍帶她去的那個，Maggie和她的好友大力支持。
  - 何淑馨替王仲旗襯衫，進而說服何辭掉卡拉ok的工作及成為王的助手。
  - 余傲芝從Maggie口中得知劉小軍「回來了」。
- 第42集 -「等了又等」
  - 劉小軍來港和余傲芝3天短聚，大家都覺得她們之間的關係好像有點變化，最後要劉小軍不要再等她。
- 第43集 -「你是我信心」
  - 余傲芝努力籌辦她的音樂會。
  - 王仲旗的新歌「想你」上了903豁達推介音樂榜的第10位。
  - 王仲旗到音樂會表演，做就了何淑馨與余傲芝的相遇。
- 第44集 -「沙沙的雨」
  - 王仲旗帶何淑馨到日本旅行。
  - 余傲芝到英國旅行1個月。
  - Maggie在商業二台兼職節目助理。
- 第45集 -「我的快樂時代」
  - 何余二人一起回顧許多中學時期的事。
  - 何王二人同居。王在何做飯時向她求婚。
  - 余畢業後成為旅遊雜誌自由撰稿人，因為工作關係經常要出國，愛家的她最後不捨得家人所以辭職。其後成為音樂雜誌記者。
  - Maggie畢業後在商業二台任職節目主持。

### 第3章
- 第46集-「時代曲」
  - maggie cheung訪問Eason，得知他喜歡張國榮
  - 余傲芝和maggie cheung一起看張國榮的演唱會
  - 余傲芝和何淑馨在回歸節目上見面，因為王仲旗是其中一名表演嘉賓
- 第47集-「我有我天地」
  - 余傲芝訪問安仔，寫了很多新碟的內容，但被副編輯改了很多，說要寫緋聞
  - 余傲芝被叫去訪問王仲旗，要拍他和何淑馨的正面照，余傲芝不決
- 第48集-「平凡最浪漫」
  - 王仲旗媽媽從上海回來出席他表妹的婚禮，王表示希望和何淑馨見家長
  - 何淑馨陪王媽媽買東西，王媽媽表示希望下次回來是她和兒子王仲旗結婚
- 第49集-「傷了三個心」
  - 何淑馨約了余傲德出來吃飯
  - 余傲芝訪問王仲旗，希望寫多些他的音樂，卻被steven改了很多，她覺得對不住何淑馨，要求調組
- 第50集-「無聲仿有聲」
  - 記者們不斷煩著王仲旗和何淑馨，說他們是情侶
  - steven哄余傲芝，希望她願諒自己
  - 余傲芝回家吃飯，和余傲德談談近況和心事
  - 因為余傲芝覺得自己對不住何淑馨，所以不敢聽她的電話
- 第51集-「對你太在乎」
  - steven買宵夜給議余傲芝吃
  - steven希望余傲芝做他的女朋友，她答應了
  - 何淑馨幫王仲旗在網址打專欄，她哭了
  - 王仲旗說出何淑馨所寫的專欄，帶她回到以前她的住所，她十分感動
  - 余傲芝的公司倒閉了，steven又不聽她的電話
- 第52集-「下一站天國」
  - 余爸爸被騙買下千年蟲杜蟲藥，說自己老了
  - 余兩兄妹都想多些陪爸爸，但現實卻不容許
  - 余爸爸吃了千年蟲杜蟲藥，身體感到不適，余爸爸讚女兒乖，余傲芝回望過去，十分感觸
  - 余爸爸有第四期胃癌
  - 何淑馨為王仲旗揀相，希望為他生孩子
  - 在倒數後，爸爸離世了，余兩兄妹很傷心，余傲芝自責自己去了洗手間
- 第53集-「我們的紀念冊」
  - 何淑馨懷孕了，嫁給王仲旗
  - 何淑馨到婚姻註冊處註冊，王仲旗完全沒有參與其中
  - 何淑馨希望請余傲芝到自己的婚禮，但又怕她改了地址
  - 余傲芝和何淑馨回想過去，前者更到長洲住，又想念劉小軍
  - 2001年，美國發生911事件，余傲芝十分擔心劉小軍
- 第54集-「抱緊眼前人」
  - 2003年，沙士爆發，何淑馨都有去購日用品
  - 余傲芝住在長洲「避世」，過了很久，才回到市區，重新接觸這個世界
  - 4月1日，歌星張國榮意外離世
  - 余傲芝重遇Benny(基仔的助手)，得到他介紹工作
  - 12月30日，藝人梅艷芳因癌症離世
- 第55集-「友共情」
  - 何淑馨，余傲芝及陳裕恆都有出席舊生會，何淑馨和陳裕恆是同一圍的
  - 兩人見到面時十分生疏，顯得有點避忌。
  - 何淑馨和余傲芝兩人在洗手間裡相遇，交換電話。
- 第56集-「給十年後的我」
  - 吃飯後，何淑馨回家陪女兒，余傲芝回公司寫稿
  - 余傲芝訪問小神仙彼得潘，小神仙認得他，談了不少往事
  - 小神仙說出：「朋友，就算是化心神，都要維繫關係」
- 第57集-「耿耿於懷」
  - 何淑馨和王仲旗吵架，因為希文才和好
  - 何淑馨帶著希文去找陳裕恆，三人和余傲芝一起食飯
- 第58集-「一秒感動」
  - 何淑馨和王仲旗在「公開身份」這問題上意見不合，何淑馨想公開，但王仲旗怕傳媒跟住她們而不想公開
  - 陳裕恆想追求余傲芝，但又不敢說
  - 陳裕恆向余傲芝表白和求婚，說出對她的心意，送戒指給她，可惜余傲芝沒有接受
- 第59集-「8份3」
  - 余傲芝，何淑馨，陳裕恆，王仲旗和希文一起去樂園玩，陳裕恆和希文好像一對父女
  - 余傲芝和王仲旗的共同話題是何淑馨，互相說出感受
  - 余傲芝終於說出「對不起」，破解這個誤會，其實王仲旗和何淑馨沒有嬲余傲芝
  - 余傲芝得知，原來何淑馨在結婚和生BB重要時刻都想有余傲芝在旁，和她分享
- 第60集-「笑忘書」 
  - 余傲芝和同事訪問何淑馨和陳裕恆這對拍檔
  - 陳裕恆說出其實余傲芝和何淑馨才是真正拍檔
  - 陳裕恆不斷說余傲芝和何淑馨的兒時傻事，整個訪問中充滿笑聲
- 第61集-「你快樂嗎」 
  - 希文升了中一，何淑馨懷疑她拍拖
  - 何淑馨希望余傲芝找個好男人，好好找另一半
  - 余傲芝說有男人，何淑馨感動到哭，其實是假的
  - 希文收到男孩所抄的歌詞
  - 余傲芝成為了雜誌社的出版人
- 第62集-「我們」 
  - 何淑馨和希文談起舊歌來，還到陳裕恆的唱片店
  - 陳裕恆說余傲芝很忙，並說把唱片店關閉
- 第63集-「我們的驕傲」 
  - 王仲旗得到「終身榮譽大獎」，何淑馨哭了，因這次是王仲旗第一次在頒獎台上多謝何淑馨
  - 何淑馨希望余傲芝相信一切有可能
- 第64集-「木紋」 
  - 余傲芝兩年來終於放假，去了青海，見到劉小軍，可惜劉小軍最後還是靜俏俏走了
  - 何淑馨和余傲芝去旅行
- 第65集大結局 - 「天生一對」
  - 黃希文結婚，出席其結婚典禮，余傲芝及何淑馨想起30年前，大家一齊錄音的時光，她們再次錄影（音）天生一對，讓人（她的女兒）知道她們的故事，最後，以天生一對主題曲結束故事。

#### 每集播放的歌曲

##### 第1章
| 集數 | 首播日期      | 主題              | 歌曲 |
| ---- | ------------- | ----------------- | --- |
| 1    | 2008年8月25日 | 前程錦繡          | 許志安 - 前程錦繡 許志安 - 一步一生（演唱會現場版） 古巨基 - 時代                                                               |
| 2    | 2008年8月26日 | 愛與夢飛行        | 許志安 - 想說 古巨基 - 愛與夢飛行 關正傑 - 相對無言                                                                             |
| 3    | 2008年8月27日 | 最深刻一次        | 周美茵、林海峰 - 只因喜歡你 關淑怡 - 最深刻一次 林憶蓮、張學友 - 日與夜                                                         |
| 4    | 2008年8月28日 | 別了秋天          | 林憶蓮、張學友 - 日與夜 呂方 - 別了秋天 陳百強 - 當我想起你 關淑怡 - 最深刻一次 木匠兄妹合唱團 - (They Long to Be) Close to You |
| 5    | 2008年8月29日 | Today             | at17 - 鄭秀文、許志安 - 其實你心裡有沒有我                                                                                      |
| 6    | 2008年9月1日  | 我和你            | 陳百強 - 我和你 陳百強 - 神仙也移民 陳百強 - 痴心眼內藏                                                                         |
| 7    | 2008年9月2日  | 心裡日記          | 夢劇院 - 天生一對 許冠傑 - 心裡日記 妹妹妹妹 - 天生一對                                                                         |
| 8    | 2008年9月3日  | 愛情 I don't know | 林憶蓮 - 愛情 I Don't Know 陳百強 - 癡心眼內藏 妹妹妹妹 - 天生一對                                                              |
| 9    | 2008年9月4日  | 究竟天有幾高      | 林子祥 - 究竟天有幾高 唐韋琪 - 夢中天使 妹妹妹妹 - 天生一對                                                                     |
| 10   | 2008年9月5日  | 摘星的晚上        | 杜德偉 - 擦身情緣 夢劇院 - 我是藍鳥 李國祥 - 摘星的晚上                                                                         |
| 11   | 2008年9月8日  | 冰山大火          | 張國榮 - 第一次 譚詠麟 - 情（是永遠著迷） 梅艷芳 - 冰山大火                                                                     |
| 12   | 2008年9月9日  | 戀愛預告          | 林珊珊 - 也許當時年紀少 林珊珊 - 戀愛預告                                                                                       |
| 13   | 2008年9月10日 | 初戀              | 楊采妮 - 初戀 梁朝偉 - 無限次                                                                                                   |
| 14   | 2008年9月11日 | 想你              | 張國榮 - 無需要太多 張國榮 - 想你 張國榮 - 少女心事 張國榮 - 共同渡過 張國榮 - 由零開始                                         |
| 15   | 2008年9月12日 | 只因喜歡你        | 張學友、陳慧嫻 - 一對寂寞的心 周美茵、林海峰 - 只因喜歡你 Ekee、張敬軒 - 只因喜歡你                                             |
| 16   | 2008年9月15日 | 相愛              | 張學友 - 暗戀妳 黎明 - 每天愛你多一些 張學友 - 相愛 張學友 - 真情流露                                                           |
| 17   | 2008年9月16日 | 無名份的浪漫      | 黎明 - 對不起、我愛你 黎明 - 傻痴痴 黎明 - 無名份的浪漫                                                                         |
| 18   | 2008年9月17日 | 下雨的晚上        | 劉德華 - 可不可以 劉德華 - 下雨晚上 劉德華 - 長夜多浪漫                                                                         |
| 19   | 2008年9月18日 | 我為何讓你走      | 郭富城 - 個個讚你乖 郭富城 - 為何仍剩我一人 郭富城 - 敬啟者之愛是全奉獻 郭富城 - 我為何讓你走                                   |
| 20   | 2008年9月19日 | 流金歲月          | 葉蒨文、林子祥 - 乾一杯 葉倩文 - 流金歲月 葉倩文 - 福氣                                                                         |
| 21   | 2008年9月22日 | 再見理想          | Beyond - 不可一世 Beyond - 無語問蒼天 Beyond - 再見理想（演唱會現場版） Beyond - 海闊天空（演唱會現場版）                       |
| 22   | 2008年9月23日 | 陽光路上          | 古巨基 - 藍天與白雲 黎瑞恩 - 陽光路上                                                                                           |
| 23   | 2008年9月24日 | 飛躍千個夢        | 草蜢 - 飛躍千個夢 陳德彰 - 別人的歌 周慧敏 - 最愛                                                                               |
| 24   | 2008年9月25日 | 幾時再見          | 陳慧嫻 - 去吧 妹妹妹妹 - 天生一對 陳慧嫻 - 幾時再見 陳慧嫻 - 千千闋歌 陳慧嫻 - 夜機 許志安 - 災難                               |
| 25   | 2008年9月26日 | 告別校園時        | 李克勤 - 夏日之神話 李克勤 - 命運符號 李克勤 - 告別校園時 楊千樺 - 明日再會                                                     |

##### 第2章
| 集數 | 首播日期      | 主題                 | 歌曲 |
| ---- | ------------- | -------------------- | --- |
| 26   | 2009年2月16日 | 今天應該很高興       | 達明一派 - 石頭記 達明一派 - 今天應該很高興                                                                   |
| 27   | 2009年2月17日 | 紅葉落索的時候       | 周慧敏 - 紅葉落索的時候                                                                                       |
| 28   | 2009年2月18日 | 回憶是紅色的天空     | 王菲 - 回憶是紅色的天空                                                                                       |
| 29   | 2009年2月19日 | 門外看               | 軟硬天師 - 食野一族 吳奇隆 - 一天一天等下去（背景） 蘇永康 - 失眠 Beyond - 聲音 Beyond - 門外看               |
| 30   | 2009年2月20日 | 情歸何處             | 張學友 - 藍雨（卡拉ok背景） 蘇永康、彭家麗 - 從不喜歡孤單一個 梅艷芳 - 情歸何處                               |
| 31   | 2009年2月23日 | 祝福                 | 黎明 - 或許、未必、不過 王馨平 - 別問我是誰（背景） 葉蒨文 - 祝福                                             |
| 32   | 2009年2月24日 | 不再讓你孤單         | 陳慧琳 - 一切很美只因有你 成龍、陳淑樺 - 明明白白我的心 周慧敏 - 千個晨早 陳昇 - 不再讓你孤單                 |
| 33   | 2009年2月25日 | 男人不該讓女人流淚   | 許志安 - 雨天晴天 搖滾麥克 - Paint My Love 古巨基 - 晨曦 Beyond - 不再猶豫 蘇永康 - 男人不該讓女人流淚        |
| 34   | 2009年2月26日 | 喜歡你現在的樣子     | 陳曉東 - 瞭解你的所有 張學友 - 真情流露 黃韻玲 - 喜歡你現在的樣子 妹妹妹妹 - 天生一對                         |
| 35   | 2009年2月27日 | 人生可有知己         | 蔡一傑、黎瑞恩 - 愛一次便夠 張學友 - 還是覺得你最好 關淑怡 - 人生可有知己                                     |
| 36   | 2009年3月2日  | 太空                 | 趙傳 - 我是一隻小小鳥（背景） 巫啟賢 - 心酸的情歌 蘇永康 - 山水有相逢 Beyond - 太空                           |
| 37   | 2009年3月3日  | 追                   | 吳倩蓮 - 心亂如麻 黎瑞恩 - 多情 張國榮 - 追 劉德華 - 除非...是你                                              |
| 38   | 2009年3月4日  | 想說                 | 黎明 - 分手總要在雨天 蘇慧倫 - 我一個人住 陳昇 - 風箏 張惠妹 - 剪愛 許志安 - 想說                             |
| 39   | 2009年3月5日  | 春風秋雨             | 葉蒨文 - 春風秋雨 郭富城 - 敬啟者之愛是全奉獻                                                                 |
| 40   | 2009年3月6日  | 想你                 | 張學友 - 日出時讓戀愛終結 Beyond - 想你 老狼 - 同桌的你                                                       |
| 41   | 2009年3月9日  | 沒有你贏了世界又如何 | 李克勤 - 沒有你贏了世界又如何 鄭伊健、譚小環 - 如果天空要下雨 張學友 - 總有一天等到你                         |
| 42   | 2009年3月10日 | 等了又等             | 陳潔儀 - 等了又等 李克勤 - 一個人飛 張學友 - 原來只要共你活一天                                               |
| 43   | 2009年3月11日 | 你是我信心           | 古巨基 - 你是我信心 趙學而 - 每隔兩秒（電台背景） 湯寶如、張學友 - 情濃半生 Beyond - 想你 妹妹妹妹 - 天生一對 |
| 44   | 2009年3月12日 | 沙沙的雨             | 陳慧琳 - 我會掛念你 妹妹妹妹 - 天生一對 Beyond - 夜長夢多 黃凱芹 - 青蔥歲月 呂方、倫永亮 - 沙沙的雨           |
| 45   | 2009年3月13日 | 我的快樂時代         | 鄭秀文、葉蒨文 - 談情說愛 妹妹妹妹 - 天生一對 彭羚 - 小玩意 Bee Gees - First of May 陳奕迅 - 我的快樂時代     |

##### 第3章
| 集數 | 首播日期      | 主題         | 歌曲 |
| ---- | ------------- | ------------ | --- |
| 46   | 2009年7月13日 | 時代曲       | 張國榮 - Stand up 陳奕迅 - 時代曲 張國榮 - 風再起時（演唱會現場版） 張國榮 - 今生今世 Beyond - 我早應該習慣 |
| 47   | 2009年7月14日 | 我有我天地   | 張學友 - 我的天 我的歌 彭羚 - 我有我天地                                                                    |
| 48   | 2009年7月15日 | 平凡最浪漫   | 王菲 - 平凡最浪漫 楊千嬅 - 木偶奇遇記 陳慧琳 - 今夜很寧靜                                                   |
| 49   | 2009年7月16日 | 傷了三個心   | 孫耀威 - 愛的故事.下集 Beyond - 不見不散（背景）                                                            |
| 50   | 2009年7月17日 | 無聲仿有聲   | 王菲 - 臉（電台背景） 許志安 - 男人的感慨 謝霆鋒 - 無聲仿有聲                                               |
| 51   | 2009年7月20日 | 對你太在乎   | 鄭秀文 - 親密關係 陳慧珊、吳國敬 - 對你太在乎                                                               |
| 52   | 2009年7月21日 | 下一站天國   | Beyond - 想你 容祖兒 - 最好時光 黃耀明 - 下一站天國                                                         |
| 53   | 2009年7月22日 | 我們的紀念冊 | 周杰倫 - 簡單愛 彭羚 - 小玩意 Twins - 明愛暗戀補習社                                                        |
| 54   | 2009年7月23日 | 抱緊眼前人   | Boy'z - 死性不改 張國榮 - 有心人 黃貫中 - 彩色世界（背景） 梅艷芳 - 抱緊眼前人                              |
| 55   | 2009年7月24日 | 友共情       | 許志安 - 一步一生（演唱會現場版） 陳百強 - 只因愛你 劇中聯校歌唱比賽冠軍 - 其實你心裡有沒有我               |
| 56   | 2009年7月27日 | 給十年後的我 | 陳百強 - 深愛著你 Twins - 朋友仔 薛凱琪 - 給十年後的我 F4 - 流星雨                                          |
| 57   | 2009年7月28日 | 耿耿於懷     | 黃貫中 - 孩子 古巨基 - 花灑 許志安 - 我的天 我的歌 麥浚龍 - 耿耿於懷                                        |
| 58   | 2009年7月29日 | 一秒感動     | 薛凱琪 - 小黑與我 古巨基 - 十秒之後 張敬軒 - 櫻花樹下                                                       |
| 59   | 2009年7月30日 | 8份3         | It's a Small World 謝安琪 - 3/8 Cliff Edwards - When You Wish Upon a Star 曹格、光良 - 少年                 |
| 60   | 2009年7月31日 | 笑忘書       | EKEE、張敬軒 - 只因喜歡你 劉德華 - 一晚長大 張國榮 - 當年情                                                 |
| 61   | 2009年8月3日  | 你快樂嗎     | 陳奕迅 - 大個女 薛凱琪 - 你在那裡 Beyond - 十八                                                             |
| 62   | 2009年8月4日  | 我們         | 張學友 - 還是覺得你最好 陳百強 - 等 陳奕迅 - 他一個人 草蜢 - 我們                                           |
| 63   | 2009年8月5日  | 我的驕傲     | 容祖兒 - 我的驕傲 彭羚 - 給我愛過的男孩們 陳奕迅 - 路...一直都在                                            |
| 64   | 2009年8月6日  | 木紋         | 楊千嬅 - 明日再會 莫文蔚 - 忽然之間 方大同 - 紅豆 妹妹妹妹 - 天生一對                                       |
| 65   | 2009年8月7日  | 天生一對     | Dinah Washington - Unforgettable - 妹妹妹妹 - 天生一對                                                      |

## 相關書籍
妹妹妹妹（Ekee和WWWINGGG）為最好的時光第1章推出小說連圖集，在2009年3月1日，即在最好的時光第2章播出期間推出。名為《最好的時光 01 （页面存档备份，存于）》，由萬里機構出版，ISBN 9789621440044。書內有小說外還有不少劇照。書後面找來歌手嘉賓如方大同、阿Paul和林二汶等等，寫他們大學時期或成長階段的感覺。。播放完第2章頭5集時有一環節，EKEE會發問一條和劇有關的問題，最快打通和答中的聽眾便可獲得該小說。2009年3月7日下午3時在apm內的三聯書店舉行新書簽名會，除了妹妹妹妹外還有陳偉霆和周柏豪出席。
《最好的時光 02 （页面存档备份，存于）》於2009年5月15日出版，內裡的圖片比01更多。簽名會在6月6日，時間地點和上一次一樣。嘉賓有林二汶。
《最好的時光 03 （页面存档备份，存于）》在2009年香港書展推出，在書展第3日（7月26日）售罄。一套三本的限量版套裝 （页面存档备份，存于）亦於同日售罄。簽名會在7月24日書展中舉行。

## 事件
劇中部份角色名，例如：何淑馨、余傲芝……等，是來自劇團三角關係中演員的名字。
關楚耀原本在第2章中聲演雷振希，但在2009年2月24日因為懷疑藏有大麻在日本被捕，很快他在my903.com的廣播劇主頁內的資料和劇照均已被移除，宣傳廣告也沒有了他的蹤影。唱片公司在3月3日通知商台沒有檔期為廣播劇錄音。其後原本由他聲演的雷振希被改名為蕭銘賢，由唐劍康聲演，戲份亦有所減少。妹妹妹妹以及商台未有公開交待事件。

## 備註
1. ↑  此為特別調動後的時間。
2. ↑  此為特別調動後的時間。
3. ↑  Dear Jane 是由 Howie, Jackal, Adam 和 Tim組成的樂隊。
4. 1 2  即「我不懂愛情」。
5. 1 2  即「究竟天有多高」。
6. ↑  部份在劇末播出的 妹妹妹妹 - 天生一對，因為和劇情無關，所以沒有收錄。
7. ↑   註:

## 外部連結
- 最好的時光在my903.com[永久]（已移除） - 內有角色簡介、何淑馨日記、故事重溫、電腦桌面背景、螢幕保護裝置下載。
- 最好的時光重溫在881903.com （页面存档备份，存于）（重溫需登入）
- 最好的時光 二 在my903.com[永久]（已移除） - 內有角色簡介、故事重溫、電腦桌面背景、螢幕保護裝置下載。
- 最好的時光－第二章重溫在881903.com （页面存档备份，存于）（重溫需登入）
- 最好的時光 三 在my903.com[永久]（已移除） - 內有角色簡介、故事重溫、電腦桌面背景、螢幕保護裝置下載。
- 最好的時光－第三章重溫在881903.com （页面存档备份，存于）（重溫需登入）
- 最好的時光重溫（非官方）